# 7252 Kakegawa
7252 Kakegawa (1992 UZ) là một tiểu hành tinh vành đai chính được phát hiện ngày 21 tháng 10 năm 1992 bởi T. Urata ở Đài thiên văn Nihondaira.